# Santhia (upazila)
Santhia (en bengali : সাঁথিয়া) est une upazila du Bangladesh dans le district de Pabna. En 1991, on y dénombrait 283 463 habitants.